# Rhododendron joniense
Rhododendron joniense là một loài thực vật có hoa trong họ Thạch nam. Loài này được Ching & H.P. Yang miêu tả khoa học đầu tiên năm 1983.